# Novoszibirszk
Novoszibirszk (cirill betűkkel: Новосибирск) Oroszország harmadik legnépesebb városa (Moszkva és Szentpétervár után), a Transzszibériai vasútvonal fontos csomópontja Moszkvától 3333 km-re. A Novoszibirszki terület központja. Szibéria legnagyobb városa, ipari, tudományos, kulturális és oktatási központja.

## Fekvése
Novoszibirszk a Nyugat-szibériai-alföld délkeleti szélén, az Ob folyó két partján, a Novoszibirszki-víztározó mellett fekszik. A város területén ömlik az Obba egyik jelentős jobb oldali mellékfolyója, az Inya.
Novoszibirszkben három közúti híd ível át az Obon: a Bugrinszkij híd, a Dimitrov híd és az Oktyabrszkij híd. A városban két vasúti híd és egy metróhíd is épült, valamint a várost elkerülő autóúton is van átkelő a folyón, a Szevernij híd.

## Története
Novoszibirszk létezése szorosan összefügg a Transzszibériai vasútvonal építésével. A vasútvonal Obot keresztező hídját építő munkástelep gyors növekedésnek indult. A települést II. Miklós cár koronázását követően keresztelték el Novonyikolajevszknek, és 1925-ig ezt a nevet viselte. Az első pillanattól kezdve harcolt várossá nyilvánításáért és ezt meglepően rövid idő, alig 10 év alatt el is érte. 1903-ban kapta meg a városi jogokat.
A város 1917-ig elsősorban kereskedelmi központ, volt jelentős könnyűiparral.
Az 1917-es októberi oroszországi forradalmat követően Novonyikolajevszk a bolsevik hatalom központjává válik. 1925-ben a szovjethatalom Szibéria közigazgatási központjává tette a várost és átnevezte Novoszibirszknek. Ekkor kezdődött a város tudományos életének kialakítása. Ebben az évben alakult meg Novoszibirszkben a Szibéria tanulmányozását célzó tudományos társaság. Az 1930-as években közel egy tucat tudományos intézet volt már a városban. A novoszibirszki nehézipar is ekkor jött létre, legnevezetesebb vállalata az 1931-ben alapított Valerij Cskalovról elnevezett tervezőintézet és repülőgépgyár.
A többi szibériai és közép-ázsiai városhoz hasonlóan Novoszibirszk fejlődésében is a második világháborúban ide evakuált nehézipari üzemek jelentették a nagy áttörést. 1941-ben Novoszibirszkbe 50 üzemet evakuáltak a Szovjetunió európai területéről. Nagyon jelentős volt a város hadi termelése. Jellemző adat, hogy a háborús években Novoszibirszk 15 797 repülőgépet adott a frontnak.
1957. május 17-én alapították meg a Szovjetunió Tudományos Akadémiájának szibériai részlegét. A gyakorlatilag önálló város az Akagyemgorodok nevet kapta. (Новосибирский Академгородок)
1959 a Novoszibirszki Állami Egyetem alapításának dátuma.

## Éghajlat
Az éghajlat nedves kontinentális. Meleg nyarak és rendkívül hideg telek jellemzik. A legtöbb napon az időjárás napos, az átlagosan 2880 óra napsütés évente, de a heves esőzések is lehetnek nyaranta. Időnként, a metsző hideg tarthat néhány napig, de a −40 °C-os hőmérséklet nem fordul elő minden évben.
| Hónap                         | Jan.  | Feb.  | Már.  | Ápr.  | Máj.  | Jún. | Júl. | Aug. | Szep. | Okt.  | Nov.  | Dec.  | Év    |
| ----------------------------- | ----- | ----- | ----- | ----- | ----- | ---- | ---- | ---- | ----- | ----- | ----- | ----- | ----- |
| Rekord max. hőmérséklet (°C)  | 4,1   | 5,5   | 14,4  | 26,8  | 36,1  | 35,0 | 37,2 | 35,2 | 36,0  | 27,2  | 11,5  | 5,0   | 37,2  |
| Átlagos max. hőmérséklet (°C) | −12,2 | −10,3 | −2,6  | 8,1   | 17,5  | 24,0 | 25,7 | 22,2 | 16,6  | 6,8   | −2,9  | −8,9  | 7,1   |
| Átlaghőmérséklet (°C)         | −16,2 | −14,7 | −7,2  | 3,2   | 11,6  | 18,2 | 20,2 | 17,0 | 11,5  | 3,4   | −6,6  | −12,7 | 2,4   |
| Átlagos min. hőmérséklet (°C) | −20,1 | −19,1 | −11,8 | −1,7  | 5,6   | 12,3 | 14,7 | 11,7 | 6,4   | 0,0   | −9,1  | −16,4 | −2,2  |
| Rekord min. hőmérséklet (°C)  | −43,9 | −45,0 | −32,8 | −27,2 | −11,1 | −2,2 | 2,2  | −2,0 | −6,3  | −25,0 | −41,3 | −45,0 | −45,0 |
| Átl. csapadékmennyiség (mm)   | 19    | 14    | 15    | 24    | 36    | 58   | 72   | 66   | 44    | 38    | 32    | 24    | 442   |
| Forrás:                       |       |       |       |       |       |      |      |      |       |       |       |       |       |

## Demográfia
Lakossága 1 473 754 fő (a 2010. évi népszámláláskor), melyből 1 269 979 orosz, 12 570 ukrán, 10 323 üzbég, 9985 tatár, 8649 német, 8396 tádzsik, 6446 örmény, 6033 kirgiz, 5652 azeri, 3277 belarusz, 2837 kazak, 2739 koreai, 2157 jezidita, 2047 zsidó, 1726 kínai, 1432 cigány, 1190 tuva, 1180 burját, 981 csuvas, 901 grúz, 756 török, 691 mordvin, 584 jakut, 551 baskír, 497 lengyel, 487 altáj, 480 moldáv stb.

## Nevezetességei
- Novoszibirszkben található az Oroszország közepét jelző kápolna
- Novoszibirszki Állami Akadémiai Operaház

## Novoszibirszk testvérvárosai[3]
- Minneapolis, USA;
- Saint Paul, USA;
- Szapporo, Japán;
- Mianyang, Kína;
- Tedzson, Dél-Korea.
- Várna, Bulgária
- Os, Kirgizisztán
- Harkiv, Ukrajna

- Minszk, Belarusz
- Senjang, Kína
- Jereván, Örményország
- Szevasztopol, Ukrajna
- Ulánbátor, Mongólia
- Tiraszpol, Moldova